# Knjahynynok
Knjahynynok (ukrainisch Княгининок – 1964 bis 2016 Majaky; russisch Княгининок/Knjahininok, polnisch Kniahininek) ist ein Dorf in der Westukraine in der Oblast Wolyn, Rajon Luzk etwa 7 Kilometer nordwestlich der Rajons- und Oblasthauptstadt Luzk am Fluss Styr gelegen.
Am 12. Juni 2020 wurde das Dorf ein Teil neu gegründeten Stadtgemeinde Luzk; bis dahin war es seit dem 9. August 2016 das Zentrum der neugegründeten Landgemeinde Knjahynynok (Княгининівська сільська громада Knjahynyniwska silska hromada). Zu dieser zählten auch noch die Siedlung Rokyni sowie die 7 Dörfer Bryschtsche (Брище), Bukiw (Буків), Myluschyn (Милушин), Myluschi (Милуші), Motaschiwka (Моташівка), Smijinez (Зміїнець) und Syrnyky, vorher bildete es zusammen mit den Dörfern Bukiw, Myluschyn, Myluschi, Motaschiwka, Smijinez und Syrnyky die Landratsgemeinde Knjahynynok (Княгининівська сільська рада/Knjahyniwska silska rada) im Norden des Rajons Luzk.

## Geschichte
Der Ort wird im 17. Jahrhundert zum ersten Mal schriftlich erwähnt und gehörte bis 1793 in der Woiwodschaft Wolhynien zur Adelsrepublik Polen-Litauen. Mit den Teilungen Polens fiel der Ort an das Russische Reich und lag bis zum Ende des Ersten Weltkriegs im Gouvernement Wolhynien.
Nach dem Ersten Weltkrieg kam der Ort zu Polen (in die Woiwodschaft Wolhynien, Powiat Łuck, Gmina Kniahiniek), im Zweiten Weltkrieg wurde er zwischen 1939 und 1941 von der Sowjetunion besetzt. Nach dem Überfall auf die Sowjetunion im Juni 1941 wurde er bis 1944 von Deutschland besetzt, dies gliederte den Ort in das Reichskommissariat Ukraine in den Generalbezirk Brest-Litowsk/Wolhynien-Podolien, Kreisgebiet Luzk ein.
Nach dem Krieg wurde der Ort der Sowjetunion zugeschlagen. Dort kam das Dorf zur Ukrainischen SSR und seit dem Zerfall der Sowjetunion 1991 ist es ein Teil der unabhängigen Ukraine.
1964 wurde der Ort in Majaky (ukrainisch Маяки) umbenannt, dieser Name wurde im Zuge der Dekommunisierung 2016 wieder auf seinen ursprünglichen Namen geändert.